# Huxleya
Huxleya là một chi thực vật có hoa trong họ Hoa môi (Lamiaceae).

## Loài
Chi Huxleya gồm các loài: